# Beren Saat
Beren Saat Doğulu (* 26. únor 1984, Ankara, Turecko) je turecká herečka.
Narodila se 26. února 1984 v Ankaře, hlavním městě Turecka. Její rodiče Hüsseyin Avni Saat a Ayla Saat (rozená Dikmen) se seznámili na Sportovní akademii. Beren má mladšího bratra Cema. Studovala na TED Ankara College Foundation Private High School a pokračovala na Başkent University, kde vystudovala fakultu ekonomických a administrativních věd.
Její kariéra začala v roce 2004, kdy se ze zvědavosti přihlásila na soutěž krásy Turish Yıldızları. Skončila na 2. místě a právě tam si jí všiml producent Tomra Giritlioğlu, díky kterému se v Turecku stala známou hereckou hvězdou. Ještě v témže roce ji obsadil do seriálu Aşkımızda Ölum Var a o čtyři roky později si zahrála ve filmu Pains of Autumn. V letech 2008 – 2010 účinkovala v seriálu Aşk-ı Memnu (Zakázaná láska, v Česku se vysílal v roce 2015), ztvárňující postavu Bihter Yöreoğlu Ziyagil. V následujících dvou letech hrála hlavní ženskou roli v seriálu Fatmagül´ün Suçu Ne (Fatmagül, v Česku vysílán v roce 2016). Právě za tyto dva seriály získala většinu ze svých 38 ocenění.
Kromě herectví se věnuje také dobročinnosti, v různých reklamách a kampaních či občanských sdruženích využívá svou slávu na pomoc sirotkům, opuštěným a týraným ženám a matkám s dětmi z třetího světa. V letech 2015 – 2016 hrála ve velkovýpravném historickém seriálu Muhteşem Yüzyıl Kösem, kde ztvárnila hlavní roli již dospělé sultánky Hasekı Kösem Sultan Hazretlerı.
Beren byla nejlépe placenou herečkou v Turecku od roku 2008 do roku 2014. Podílela se na několika filmech jako dabérka. Byla nominována herečkou roku v žebříčku „2010 Damgasını Vuranlar“ tureckých novin Radikal.

## Osobní život
V únoru 2012 se Beren Saat seznámila s Kenanem Doğulu (1974). Zasnoubili se 23. února 2014 v Istanbulu; vzali se 29. července 2014 v Los Angeles.

## Filmografie
| Film        | Film                       | Film                     | Film                        | Film           |
| Rok         | Název                      | Role                     | Režisér                     | Poznámka       |
| ----------- | -------------------------- | ------------------------ | --------------------------- | -------------- |
| 2009        | Pains of Autumn            | Elena                    | Tomris Giritlioğlu          | hlavní role    |
| 2009        | Wings of the Night         | Gece                     | Serdar Akar                 | hlavní role    |
| 2010        | Toy Story 3                | Barbie                   | Lee Unkrich                 | dabingový hlas |
| 2012        | Rebelka                    | Merida                   | Mark Andrews Brenda Chapman | dabingový hlas |
| 2012        | Rhino Season               | Buse                     | Bahman Ghobadi              | hlavní role    |
| 2013        | My World                   | Ela                      | Uğur Yücel                  | hlavní role    |
| 2015        | Mimoni                     | Scarlet Overkill         | Kyle Balda Pierre Coffin    | dabingový hlas |
| Televize    |                            |                          |                             |                |
| Rok         | Název                      | Role                     | Režisér                     | Poznámka       |
| 2004        | There is Death in Our Love | Nermin                   | Show TV                     |                |
| 2005 – 2006 | Love in Exile              | Zilan Şahvar Azizoğlu    | ATV                         | hlavní role    |
| 2006 – 2008 | Remember Darling           | Yasemin Ünsal            | ATV                         | hlavní role    |
| 2007        | European Side              | Herself                  | ATV                         |                |
| 2008 – 2010 | Zakázaná láska             | Bihter Yöreoğlu Ziyagil  | Kanal D                     | hlavní role    |
| 2010 – 2012 | Fatmagül                   | Fatmagül Ketenci Ilgaz   | Kanal D                     | hlavní role    |
| 2013 – 2014 | İntikam                    | Derin Çelik/Yağmur Özden | Kanal D                     | hlavní role    |
| 2015 – 2016 | Muhteşem Yüzyıl: Kösem     | Kösem Sultan             | Star TV                     | hlavní role    |
| 2019 –      | Atiye                      | Atiye                    | Netflix                     | hlavní role    |
| 2020        | Night on Earth             | Narrator                 | Netflix                     | turská verze   |